# Comisionado Nacional Antidrogas
El Comisionado Nacional Antidrogas de Costa Rica es un cargo creado durante la administración de la presidenta Laura Chinchilla Miranda (2010-2014), cuya misión esencial consiste en dar seguimiento y propulsar el cumplimiento de las políticas de Estado, los programas, los proyectos y las acciones relacionadas con la prevención del consumo de drogas; la prevención del delito ; la atención a personas consumidoras de drogas; la prevención y la represión del tráfico ilícito de drogas; el control y la fiscalización de estupefacientes, psicotrópicos, precursores y demás químicos esenciales; y la prevención y la represión de la legitimación de capitales, el financiamiento  al terrorismo  y el crimen organizado.

## Funciones
El cargo corresponde al Viceministro de la Presidencia encargado de los Asuntos de Seguridad y sus funciones son las siguientes:
1. Coordinar de manera interinstitucional, intersectorial y entre los Supremos Poderes de la República, la respuesta del país al fenómeno de las drogas en cada una de sus manifestaciones.[1]
2. Apoyar, dar seguimiento,  y evaluar el cumplimiento del Plan Nacional sobre Drogas, Legitimación de Capitales y Financiamiento al Terrorismo.[1]
3. Coordinar y gestionar todo lo referente a la cooperación internacional en estas materias, para lograr el apoyo de la comunidad internacional y el cumplimiento de las obligaciones de los acuerdos y convenios suscritos por el Estado costarricense y el Plan Nacional sobre Drogas,  Legitimación de Capitales y Financiamiento al Terrorismo.[1]

Gracias a las leyes antinarcóticos el país intenta disminuir el problema de las drogas, gracias a esto el vandalismo en el país empieza a disminuir en gran cantidad.

## Primer designado en el cargo
La primera designación para el cargo se hace el 8 de mayo de 2010 y corresponde a Mauricio Boraschi Hernández, en razón de que ocupa el puesto de Viceministro de la Presidencia encargado de los Asuntos de Seguridad. Boraschi renunció a su carga después de no poder evitar que la presidenta Laura Chinchilla viajara dos veces fuera del país en un avión relacionado con un colombiano sospechoso cuestionado por supuestamente participar en actividades ilícitas.